# 森紀子
森 紀子（もり のりこ、1945年 - ）は、日本の歴史学者。
専門は中国史、中国思想史。神戸大学名誉教授。文学博士。

## 略歴・人物
静岡県出身。1964年、静岡県立静岡高等学校卒業。1975年、京都大学大学院文学研究科東洋史学専攻博士課程単位取得満期退学。1977年、四川大学外文系講師（～1982年）。1991年、鈴鹿医療短期大学専任講師（～1995年）。1995年、神戸大学教授。神戸大学大学院人文学研究科社会動態専攻。2009年、同退職、神戸大学名誉教授。2009年、帝京大学文学部教授。

## 著書
- 『転換期における中国儒教運動』 京都大学学術出版会 2005.2

### 訳書
- 『中国近世の宗教倫理と商人精神』 余英時 著 平凡社 1991.4